# Yang Wenlu
Yang Wenlu (født 1991) er en kinesisk bokser.
Hun repræsenterede Kina ved sommer-OL 2024 i Paris, hvor hun vandt sølv i letvægtskategorien.